# ГодЛитературы.РФ
ГодЛитературы.РФ — российский интернет-портал, посвящённый литературе и культуре.

## Описание
Создан при финансовой поддержке Федерального агентства по печати и массовым коммуникациям для освещения мероприятий, проводимых в рамках «Года литературы», которым был в России объявлен 2015 год. При запуске в 2015 году проект тематически пересекался с ранее созданным одноимённым независимым порталом «Год литературы»
, который начал работу 4 декабря 2014 года и был организован общественными некоммерческими объединениями. Оба ресурса посвящены теме Года литературы. По окончании программы сайт был преобразован в спецпроект «Российской газеты». Тематика портала расширилась. Среди заметных проектов — литературный конкурс «Дама с собачкой» и видеопроект «Читаем Онегина».  Для рубрики «Рецензии на книги» статьи писали Александр Чанцев, Аполлинария Аврутина, Оксана Васякина, Даниэль Орлов, Сергей Носов, другие писатели. В рубрике «Литературные премии» сайт освещает итоги премий Русский Букер, Русская премия, Национальный бестселлер, Большая книга, Премия Андрея Белого, Премия Норы Галь, НОС, Различие. Журналисты портала взяли интервью у многих деятелей науки и культуры. Среди респондентов были писатели Константин Шавловский, Алексей Сальников, Игорь Малышев, Ирина Краева, издатель Елена Шубина, биолог Александр Панчин. 
Главный редактор — Михаил Визель.

## Награды
- Премия Рунета 2015[9].
- Государственная премия Российской Федерации в области СМИ 2016[10].
- По версии Rambler’s Top100 портал входил в десятку ведущих российских сайтов о литературе[11].
- Премия Рунета 2020.